# Pedrafita do Cebreiro
Pedrafita do Cebreiro en galicien ou (nom officiel) Piedrafita del Cebrero en espagnol, est une commune espagnole (municipio) de la comarque de Os Ancares, dans la province de Lugo, communauté autonome de Galice, au nord-ouest de l'Espagne.
Le territoire de ce municipio est traversé par le Camino francés du Pèlerinage de Saint-Jacques-de-Compostelle, qui passe par ses localités de O Cebreiro, Liñares, Hospital da Condesa, Padornelo.

## Géographie

### Communes limitrophes
| Nord-ouest Triacastela et As Nogais | Nord As Nogais et Cervantes | Nord-est Cervantes   |
| Ouest Samos                         |                             | Est Vega de Valcarce |
| Sud-ouest Folgoso do Courel         | Sud Folgoso do Courel       | Sud-est Barjas       |

## Divisions administratives
Le municipio regroupe les parroquias et localités suivantes :
- Santa María do Cebreiro
  - ses localités de Barxamaior, O Cebreiro, Fonteferreira, Fontevedra, Foxos, A Lagúa, A Moeda, A Pedriña, A Pena da Seara ;
- San Xoán de Fonfría
  - sa localité de Fonfría ;
- San Xoán de Hospital
  - ses localités de Hospital da Condesa, Teixoeiras, Vilarín do Monte
- Santo Estevo de Liñares
  - ses localités de Brimbeira, Celeiró, Coterces, Liñares ;
- San Vicente de Lousada
  - ses localités de Chan de Pena, Lousada, Rabaceira, Santalla, Sisto, Trabazas ;
- San Xoán de Louzarela 
  - ses localités de Louzarela, Val de Fariña ;
- San Lourenzo de Pacios
  - ses localités de Pacios, Seixo ;
- San Xoán de Padornelo
  - ses localités de Busmullán, O Lago, A Mata, Modreiro, Padornelo, Pallarvello, A Porfía, Sabugos, Temple, Vilanova, Vilasol, Vilaverde ;
- Santo Antón de Pedrafita do Cebreiro
  - ses localités de Pedrafita do Cebreiro (chef-lieu du municipio) ;
- Santa María Madanela de Riocereixa
  - ses localités de Fonteformosa, Riocereixa de Abaixo, Riocereixa de Arriba, San Pedro ;
- Santa María de Veiga de Forcas
  - sa localité de Veiga de Forcas
- San Martiño de Zanfoga
  - ses localités de Acivo, Brañas, Os Casares, Fonlor, Fonteboa, Penacerveira, Rubiais, Santín, Veiga de Brañas, Zanfoga.

## Patrimoine et culture

### Pèlerinage de Compostelle
On entre sur le territoire de ce municipio dès l'arrivée en Galice, à quelque 156 km de Saint-Jacques-de-Compostelle, en venant du municipio de Vega de Valcarce par sa dernière localité de La Laguna.
Les localités traversées par le Camino francès dans ce municipio sont successivement O Cebreiro, Liñares, Hospital da Condesa, Padornelo.
Le prochain municipio traversé est Triacastela, que l'on atteint par la première localité de Biduedo.

### Patrimoine religieux

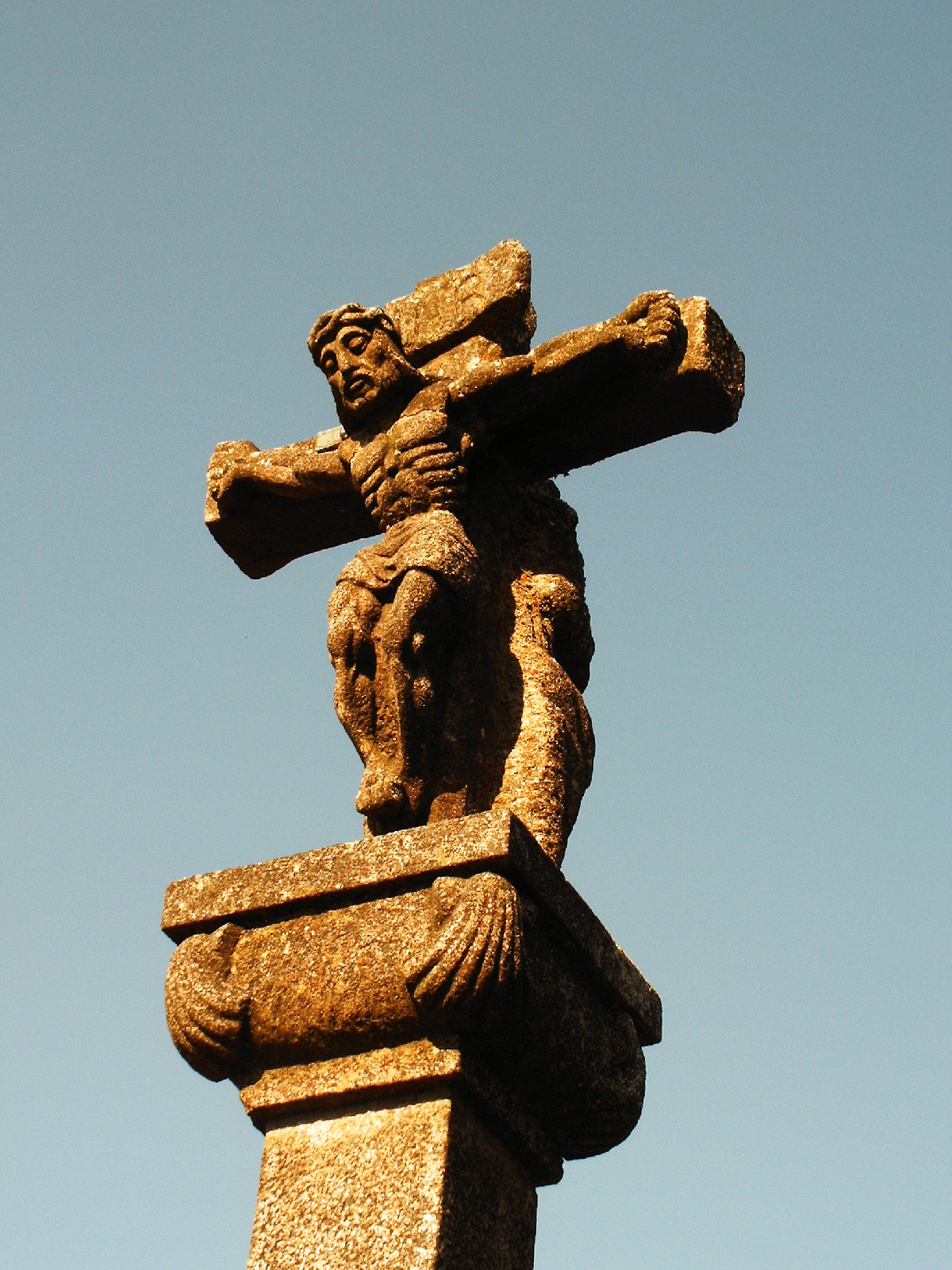
Calvaire à O Cebreiro.
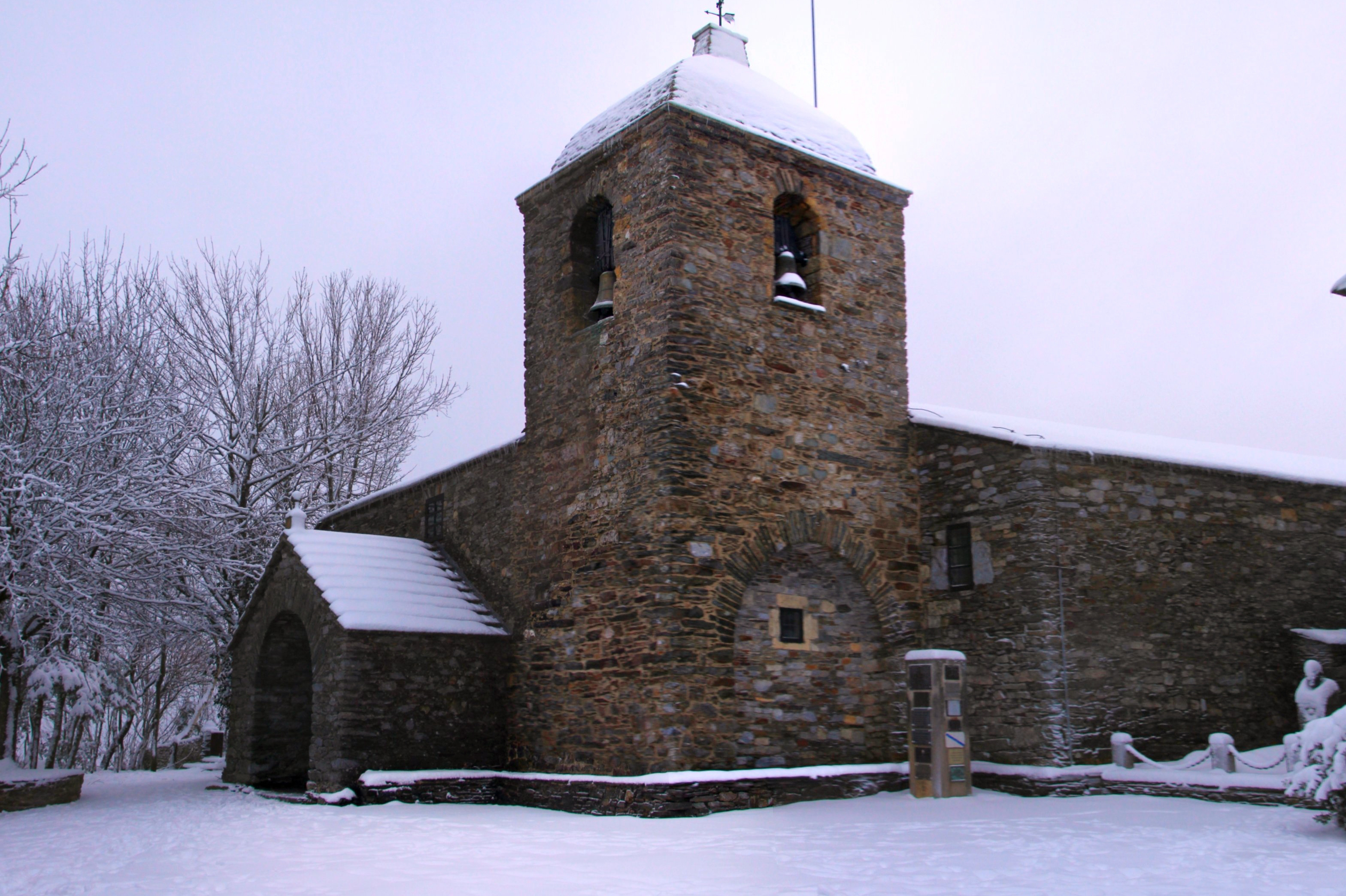
Église de Santa María a Real.
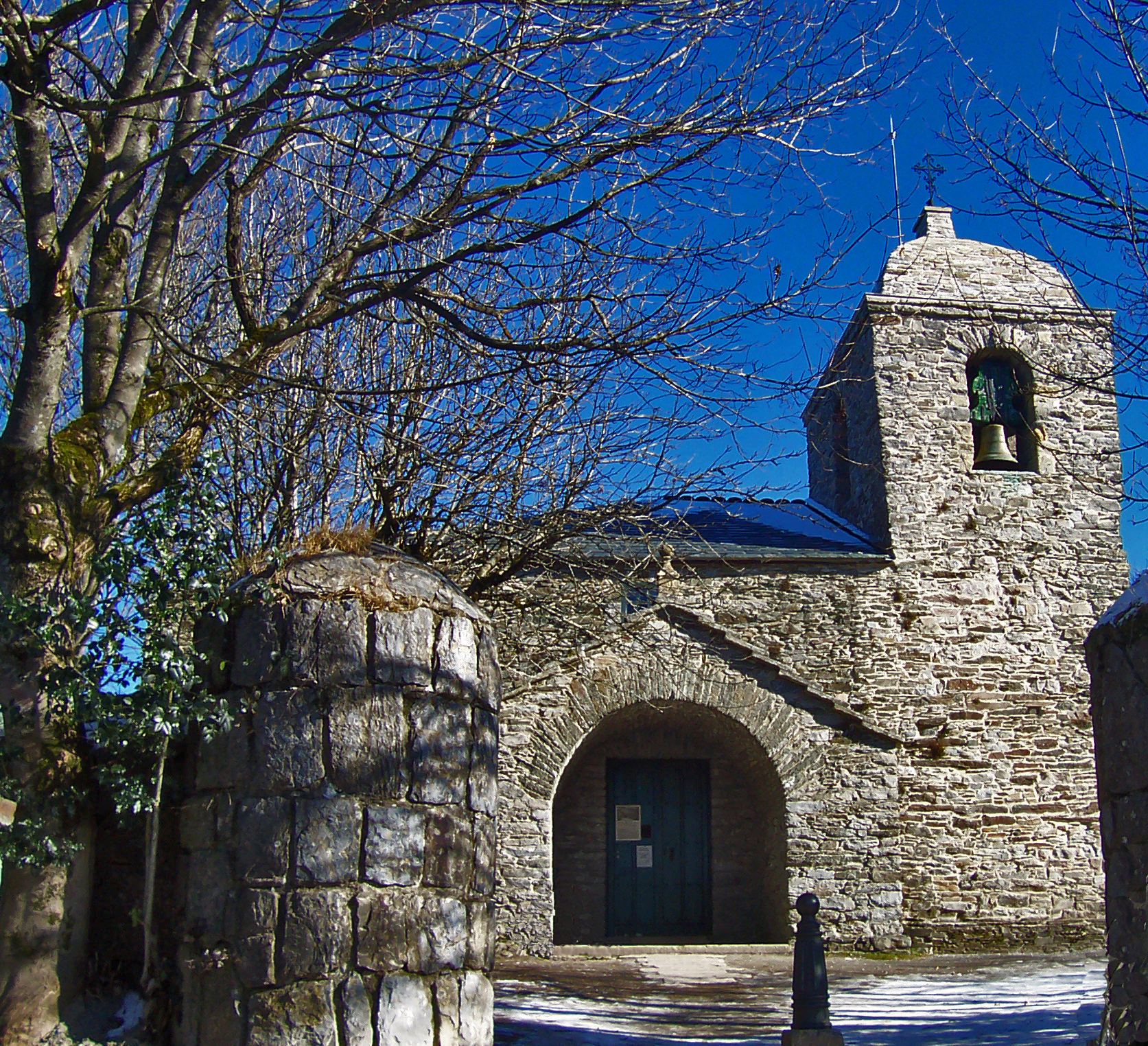
Église de Santa María a Real.
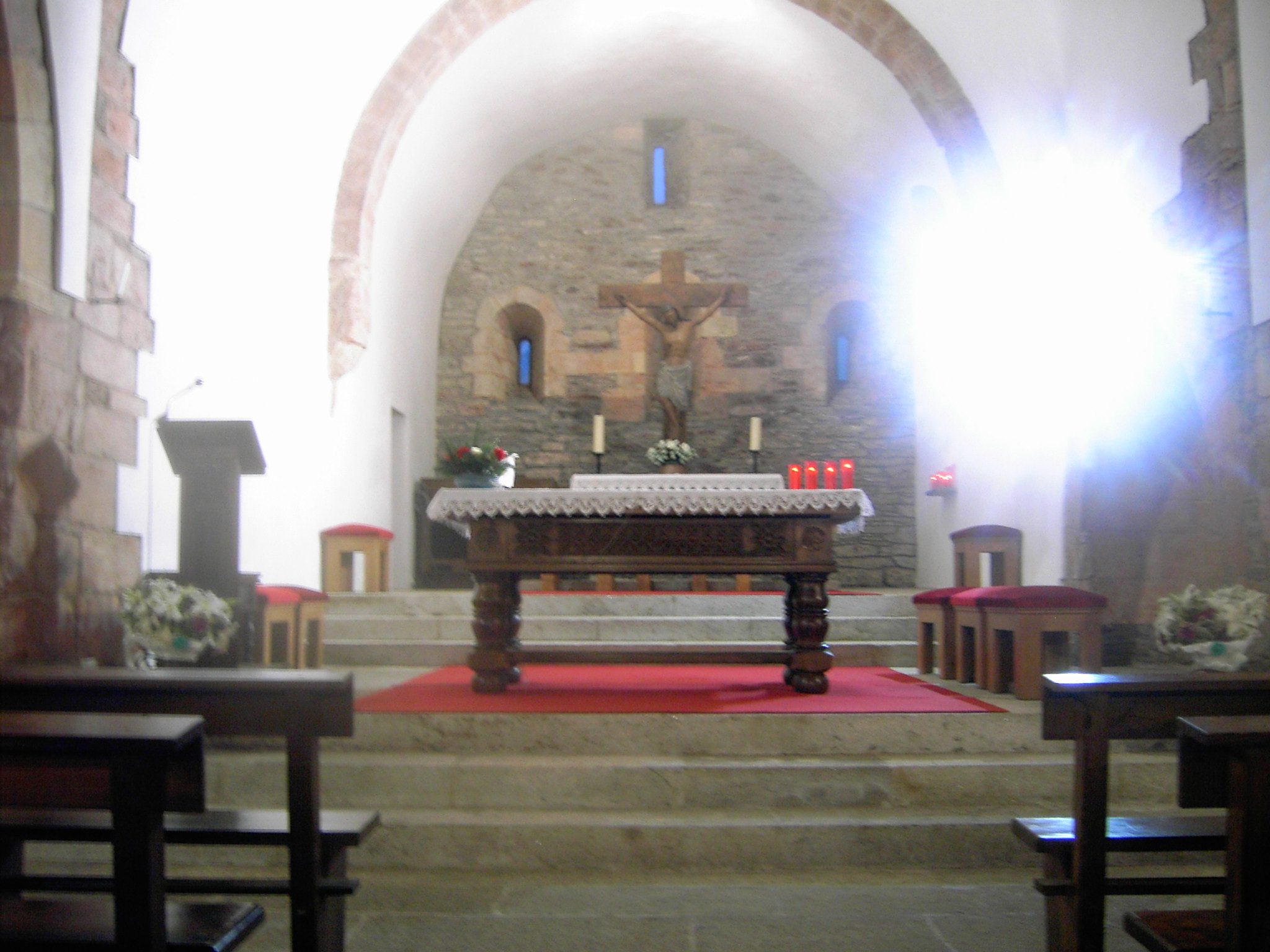
Autel de l'église de Santa María a Real.

### Patrimoine civil et naturel

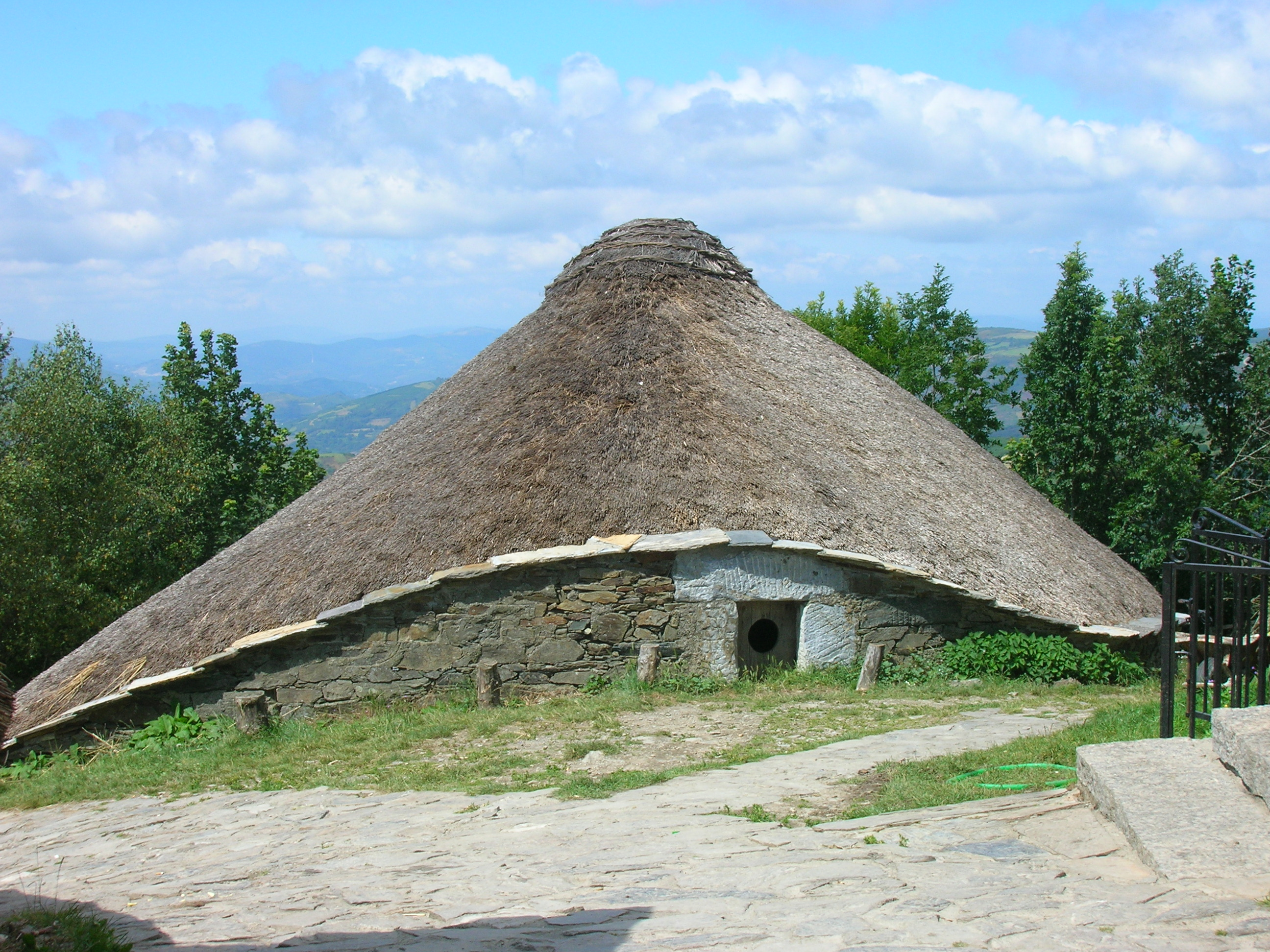
Palloza (Chaumière) à O Cebreiro.